# 佟彦博
佟彦博，（1911年1月—1944年1月4日），辽宁省义县头台乡尚姑堂村人（今义县头台满族乡尚姑堂村），著名空军飞行员。

## 生平
东北大学机械工程学系学生，1931年“九·一八”事变后，随东北大学流亡到北平继续学业，一年后毕业。1938年与战友徐焕昇等人驾驶美制B-10重型轰炸机携带百万份由鹿地亘起草的传单从武汉王家墩机场起飞，经停宁波栎社机场补充燃油，前往日本本土九州岛投撒《中华民国全国民众告日本国民书》、《中华民国总工会告日本工人书》等宣传单并成功返回，得到国共两党的高度赞扬，全体机组成员被国民政府晋升一级授予嘉奖。1943年下半年出任空军第二大队少校大队长，主要任务是训练部属驾驶美式轰炸机。1944年1月4日，在训练飞行时于成都西北新繁地区失事殉职，时年33岁。